# Helladia imperialis
Helladia imperialis là một loài bọ cánh cứng trong họ Cerambycidae.